# Sylvibracon annelatus
Sylvibracon annelatus är en stekelart som först beskrevs av Szepligeti 1905.  Sylvibracon annelatus ingår i släktet Sylvibracon och familjen bracksteklar. Inga underarter finns listade i Catalogue of Life.